# Polska Agencja Telegraficzna
Polska Agencja Telegraficzna (w skrócie PAT) – polska rządowa agencja prasowa z siedzibą w Krakowie i Lwowie, a następnie w Warszawie, założona 31 października 1918.

## Historia
Instytucja ta wydawała 14 biuletynów dotyczących wydarzeń politycznych, gospodarczych, kulturalnych i sportowych w kraju i za granicą.
Informacje te były tłumaczone na różne języki i stanowiły główne źródło wiadomości o Polsce w prasie zagranicznej. W 1927 r. PAT zorganizowała przy współudziale kilkunastu korespondentów zagranicznych tygodniową kronikę filmową (Tygodnik Filmowy PAT, następnie Tygodnik Dźwiękowy PAT). Krótkie 10-minutowe filmy były wyświetlane w Polskich kinach przed seansem filmowym. Do wybuchu wojny powstało ok. 600 odcinków kroniki. W wyniku zniszczenia Warszawy archiwum Polskiej Agencji Telegraficznej zostało zniszczone, a w związku z tym przepadła również większość taśm filmowych. Do naszych czasów zachowało się jedynie ok. 100 odcinków kroniki filmowej. Tradycja ta była kontynuowana w czasach PRL-u przez Polską Kronikę Filmową. Podczas II wojny światowej PAT była oficjalną agencją rządu RP w Paryżu, a później w Londynie. Po wojnie agencja praktycznie zaprzestała swej działalności, wydawała sporadycznie biuletyny dla Polonii o działalności polskiego rządu na uchodźstwie i sytuacji w kraju pod rządami komunistów. W 1991 r. PAT została symbolicznie połączona z Polską Agencją Prasową.
Z PAT współpracowali m.in.: Aleksander Bregman, Roman Brandstaetter, Marian Kamil Dziewanowski, Stefan Litauer, Jerzy Stempowski i Bolesław Wierzbiański.
Od 1921 r. prezesem był Piotr Górecki. Podczas przewrotu majowego PAT zmilitaryzowano. Po zamachu wszystkie najważniejsze stanowiska w PAT powierzono piłsudczykom. W październiku 1929 r. prezesem został Roman Starzyński. Od lipca 1933 r. prezesem był Konrad Libicki. Od 15 września 1938 funkcję tę pełnił Mieczysław Obarski. Po śmierci marszałka na sześciu członków dyrekcji PAT tylko jeden nie miał wojskowej przeszłości. Dzięki związkowi PAT z wojskiem nastąpiła kontrola serwisów informacyjnych; wojskowi faworyzowali ogłoszenia, reklamy, zamówienia państwowe. Od początku lat 30. PAT działał na zasadach komercyjnych. W 1932 r. zatrudniano w agencji 200 pracowników umysłowych.

## Periodyki PAT
1. „Monitor Polski”
2. „Dziennik Urzędowy Rzeczypospolitej Polskiej”
3. „Zbiór Wyroków Najwyższego Trybunału Administracyjnego”

## Struktura organizacyjna PAT
W 1926 r. tworzyły dwa piony: dział informacyjny, dział ogłoszeń i reklam. W 1927 r. utworzono dział filmowy, a w 1930 r. Biuro Filmowo-Fotograficzne. W 1935 r. stworzono autonomiczną jednostkę – Instytut Filmowy. W 1935 r. dział informacyjny składał się z 5 redakcji specjalistycznych: politycznej, gospodarczej, artystyczno-kulturalnej, sportowej i prowincjonalnej. Oddzielną redakcją była redakcja zagraniczna.
Krajową sieć terenową PAT w 1935 r. tworzyło 14 oddziałów: Białystok, Bydgoszcz, Gdynia, Grudziądz, Katowice, Kraków, Lublin, Lwów, Łódź, Łuck, Poznań, Sosnowiec, Toruń i Wilno.
Za granicą PAT miał 10 etatowych placówek korespondenckich, których działalność była kontrolowana przez miejscowych dyplomatów. Nadzór miał też wydział prasowy MSZ. Placówki zagraniczne: Berlin, Gdańsk (Wolne Miasto), Genewa, Londyn, Moskwa, Nowy Jork, Paryż, Ryga, Rzym, Wiedeń.
W połowie lat 30. w PAT pracowało 250 korespondentów nadzwyczajnych krajowych i zagranicznych, płatnych od informacji.
10 marca 1932 w Sejmie przegłosowano ustawę o połączeniu PAT z Wydawnictwem Państwowym. Celem ustawy było: dochody Wydawnictwa Państwowego miały usprawnić działalność PAT, zyski przeznaczane były na wydawanie biuletynów. Od 1932 r. powołano 4 nowe tytuły:
1. „Rocznik polityczny i gospodarczy PAT”
2. „Biuletyn Giełdowy”
3. „Wiadomości portu gdyńskiego”
4. „Arkady”.

W 1935 r. PAT była największą instytucją zajmującą się reklamami. Nowym pomysłem było podpisanie umowy o reklamach z trzema wielkimi przedsiębiorstwami państwowymi:
1. Polski Monopol Spirytusowy
2. Polski Monopol Tytoniowy
3. Pocztowa Kasa Oszczędności.

W 1939 r. PAT zatrudniała około 100 pracowników; wydawała 13 codziennych biuletynów, serwis ilustracyjny, filmy; pośredniczyła w ogłoszeniach i reklamach.
Ostatnim redaktorem PAT na emigracji był Ferdynand Pasiecznik, który 27 lutego 1991 dokonał symbolicznego przekazania kontynuacji na rzecz nowo powstałej Polskiej Agencji Prasowej.